# Liliana Cavani, una donna nel cinema
Liliana Cavani, una donna nel cinema è un film del 2010, diretto da Peter Marcias.
Il film è stato presentato in anteprima mondiale alle Giornate degli autori durante la Mostra internazionale d'arte cinematografica di Venezia 2010.